# Valeč (Karlovy Vary)
Valeč é uma comuna checa localizada na região de Karlovy Vary, distrito de Karlovy Vary‎.